# Michael Baumgartner
Michael James Baumgartner (Pullman, 13 dicembre 1975) è un politico statunitense, membro della Camera dei Rappresentanti per lo stato di Washington dal 2025.

## Biografia

### Formazione e primi anni

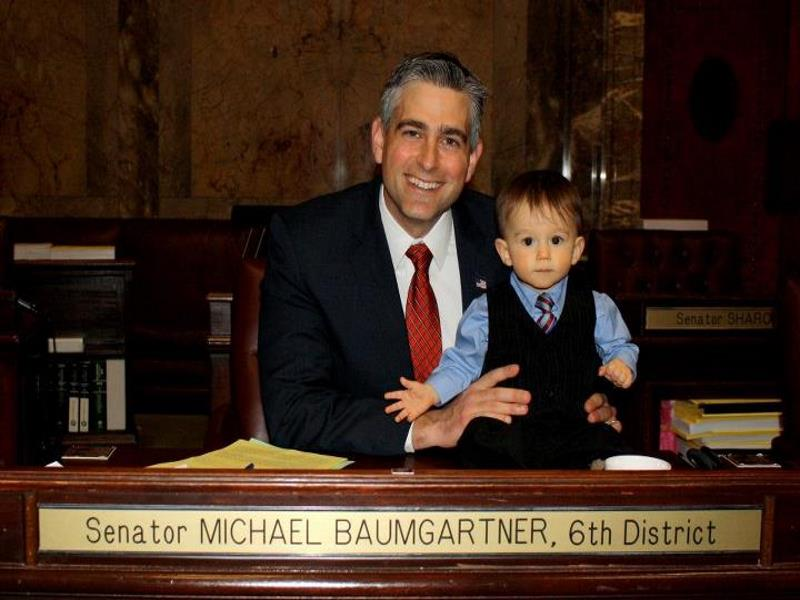
Baumgartner con suo figlio Conrad nel 2012

Nato a Pullman, dopo aver frequentato le scuole locali, Michael Baumgartner si laureò in economia presso l'Università statale del Washington e successivamente studiò pubblica amministrazione ad Harvard. Terminati gli studi, prese parte ad una missione dei gesuiti dell'Università Gonzaga, trascorrendo un periodo in Mozambico.
Durante la guerra in Iraq, Baumgartner prestò servizio come responsabile dell'ufficio Joint Strategic Planning & Assessment presso l'ambasciata statunitense a Baghdad, ricevendo encomi da David Petraeus e Ryan Crocker. Nel 2008 ebbe un'esperienza lavorativa come appaltatore civile nella provincia di Helmand in Afghanistan; fino al 2009 fu consigliere del Dipartimento di Stato degli Stati Uniti d'America per la sezione antidroga.
In questo periodo conobbe Eleanor Mayne, che lavorava ad un progetto per convincere i coltivatori di papavero da oppio a riconvertire la loro produzione per coltivare cibo. Eleanor e Michael si sposarono nel 2010 e divennero genitori di cinque figli.

### Carriera politica

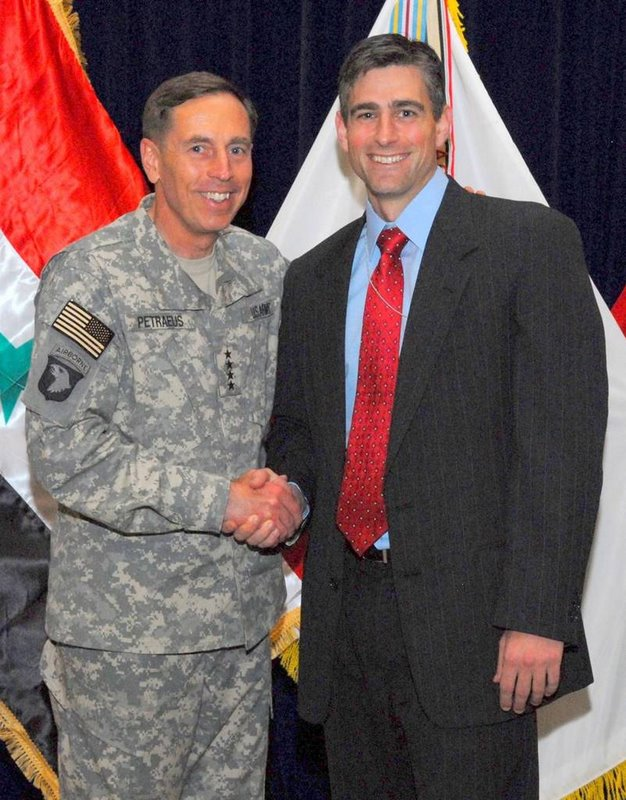
Baumgartner con David Petraeus nel 2009

#### Senato di Washington
Nel 2010 venne avvicinato da David Condon, un funzionario del Partito Repubblicano che di lì a poco sarebbe stato eletto sindaco di Spokane; Condon propose a Baumgartner di candidarsi al Senato di Washington contro un legislatore democratico in carica. Questi accettò e, al termine della campagna elettorale, vinse il seggio con il 53,7% dei voti. La sfida fu classificata come la più costosa nella storia delle elezioni legislative dello stato di Washington.
Nel 2014, Michael Baumgartner venne rieletto per un secondo mandato al Senato di Washington con il 57,5%.
In veste di legislatore statale, fu particolarmente impegnato nel miglioramento delle infrastrutture. Sostenne inoltre gli sforzi che portarono l'università locale ad avere la facoltà di medicina, abrogando una vecchia legge che concedeva il monopolio all'Università del Washington.
In tema di istruzione pubblica, lottò per il taglio delle tasse universitarie del 20%, in quella che finì per divenire la più grande riduzione delle tasse su tutto il territorio nazionale. Fu inoltre un accanito sostenitore e difensore delle charter school.
Nel 2016 prese le difese di uno studente, Robert Barber, espulso dall'università ad un passo dalla laurea, dopo essere stato accusato di aver preso parte ad una rissa. Baumgartner riuscì a far reintegrare Barber, che venne successivamente assolto da ogni accusa.

#### Candidatura al Senato degli Stati Uniti
Nel 2011 annunciò la propria candidatura per il Senato degli Stati Uniti d'America, sfidando la democratica in carica Maria Cantwell. Durante la campagna elettorale, i due contendenti si scontrarono su numerosi temi, tra cui la guerra, l'assistenza sanitaria e l'ambiente. Baumgartner prese le distanze dal Tea Party, definendosi come un "conservatore pragmatico". Si disse inoltre favorevole ad una proposta di legge per legalizzare l'uso personale di marijuana, in controtendenza rispetto alle posizioni dei repubblicani. Al termine della sfida, tuttavia, Maria Cantwell prevalse nettamente su Baumgartner, raccogliendo il 60% dei voti. Stigmatizzò le parole del collega repubblicano Todd Akin che aveva sostenuto che il corpo della donna stuprata riuscisse a difendersi dal rischio di gravidanza, ma affermò comunque la sua contrarietà rispetto all'aborto e rispose in malo modo ad un giornalista che aveva chiesto di chiarire maggiormente la sua posizione.

#### Tesoriere della contea di Spokane
Nel 2018 si candidò alla carica di Tesoriere della contea di Spokane e riuscì ad essere eletto con il 57% dei voti.
Nel 2022 fu rieletto per un secondo mandato senza opposizione.

#### Camera dei Rappresentanti

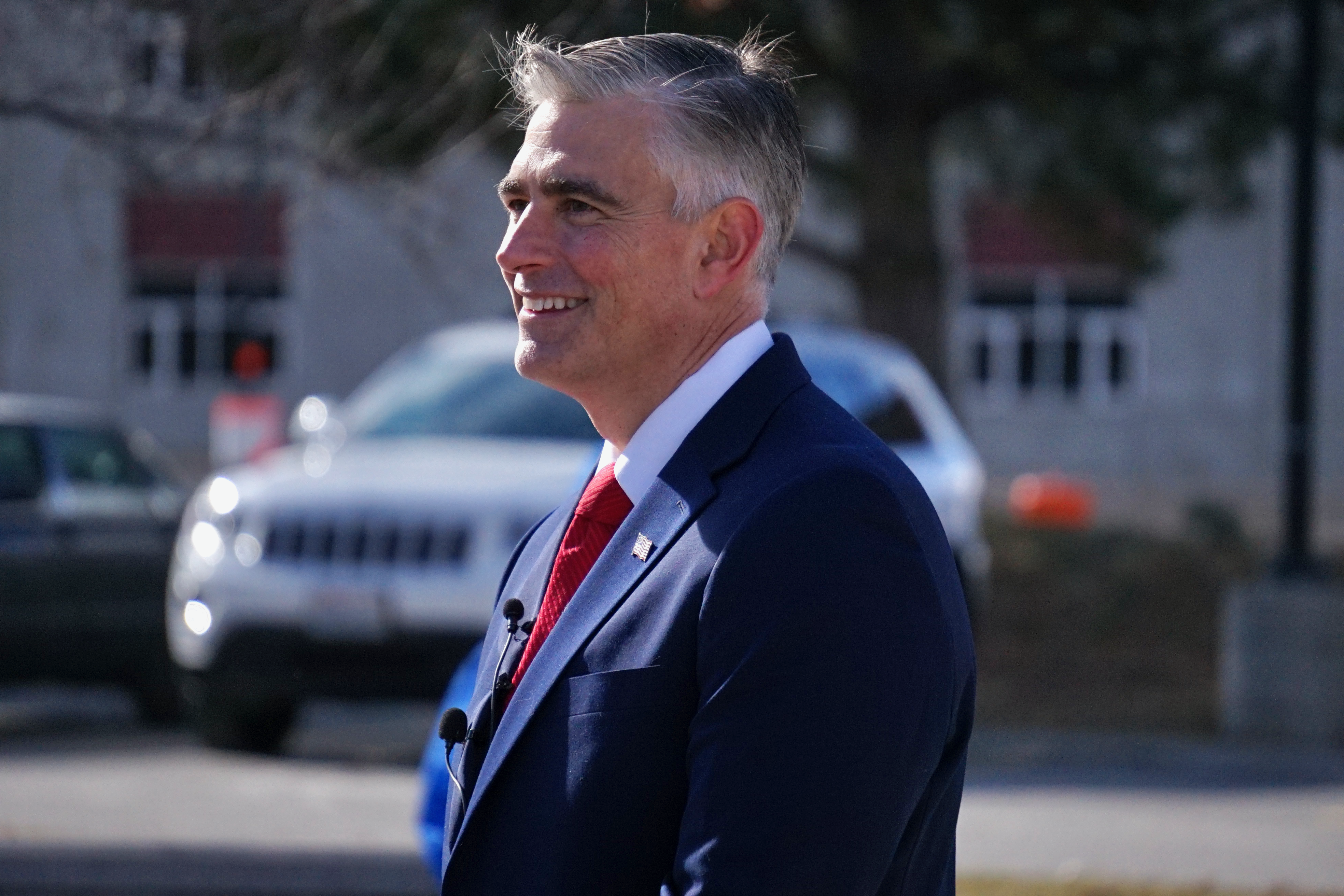
Michael Baumgartner annuncia la sua candidatura nel 2024

Nel 2024 annunciò la sua seconda campagna per il Congresso, candidandosi per il seggio della Camera dei Rappresentanti lasciato dalla deputata in carica da vent'anni Cathy McMorris Rodgers. Baumgartner venne ritenuto dai notisti politici come il favorito per la vittoria e la sua candidatura ottenne il sostegno ufficiale della deputata uscente.
Baumgartner si aggiudicò le primarie con il 28,4%, avanzando al ballottaggio con la candidata democratica Carmela Conroy. A novembre, vinse anche le elezioni generali con il 60,57% dei voti.
Si espresse a favore della creazione del cosiddetto muro di Trump per rafforzare il confine. Anche nella campagna per la Camera, riaffermò la propria contrarietà ideologica rispetto all'aborto. Si dichiarò favorevole all'impiego dell'energia nucleare e sostenne che per ridurre il debito pubblico si dovessero tagliare agenzie governative "non necessarie" come la Transportation Security Administration. Pur essendo un neoeletto, ottenne seggi in commissioni particolarmente rilevanti come Giustizia, Istruzione e Affari Esteri.